# Julius Bessmer
Julius Bessmer (* 21. August 1864 in Baar, Kanton Zug, Schweiz; † 18. April 1924 in Valkenburg, Niederlande) war ein Jesuitenpater, Hochschullehrer und Religionspsychologe.

## Ausbildung
Er besuchte das Gymnasium in seiner Heimatstadt und in Zug. 1882/83 studierte er Philosophie am Bischöflichen Lyzeum Eichstätt und von 1883 bis 1889 Theologie in Rom am Collegium Germanicum. Dort wurde er zum Dr. phil. und Dr. theol. promoviert und erhielt in Rom am 28. Oktober 1888 die Priesterweihe. Anschließend war er in der Seelsorge tätig; in Niederwil bei Cham im Kanton Zug war er Kaplan. 1890 wurde er Professor und Vorsteher der Knabensekundarschule in Baar und bald darauf Professor am Kollegium St. Michael in Zug. Am 30. September 1892 wurde er Jesuitennovize in Exaten bei Roermond (Niederlande), dem Ordenshaus der deutschen Jesuiten von 1872 bis 1927.

## Lehr- und schriftstellerische Tätigkeit
1895 wurde er Lektor der Dogmatik am Jesuiten-Collegium Ditton-Hall, Shropshire (England), dem Haus des theologischen Studiums der Jesuiten von 1872 bis 1895. Als die deutschen Jesuiten das Theologische Studium ihres Ordensnachwuchses nach Valkenburg (Niederlande) verlegten, wurde er auch dort 1896 Lektor für Dogmatik. Ab 1898 wirkte er als Professor der Theologie am Schriftstellerheim „Bellevue“ der Jesuiten in Luxemburg, wo die Schriftleitung der „Stimmen aus Maria Laach“ ihren Sitz hatte; für diese Jesuitenzeitschrift schrieb er zahllose Artikel. 1900 war er als Schriftsteller und Fachmann für Psychologie und Psychiatrie in Castres (Südfrankreich), begab sich aber 1904 zu einer weiteren Intensivierung seines Wissens an die Universität Leipzig. Im gleichen Jahr erschien mit „Störungen im Seelenleben“ eines seiner wichtigsten Werke; weitere folgten bis kurz vor seinem Tod. Ab 1911 lebte und wirkte er erneut am Ignatius-Kolleg der Jesuiten in Valkenburg, wo er knapp 60-jährig starb. Noch 25 Jahre nach seinem Tod urteilte man über den Religionspsychologen: „Er war ein hochgelehrter Mann. Seine wissenschaftlichen Veröffentlichungen fanden hohe Anerkennung.“ (Steiner, Das geistliche Baar, S. 45).

## Eigene Werke
- Viele Beiträge in den „Stimmen aus Maria Laach“ und in den „Stimmen der Zeit“
- Übersetzung pädagogischer Schriften des ehrwürdigen Dionys des Karthäusers (vor 1893)
- Ueber die Päpste am Ende des Mittelalters (= Artikelserie in den Zuger Nach-rich-ten; vor 1894)
- Störungen im Seelenleben. Freiburg: Herder 1904 (2. verm. u. verbesserte Aufl. 1907)
- Gehirn und Seele (1904)
- Die Grundlagen der Seelenstörungen. Freiburg: Herder 1906
- Visionen im Kristalle (1908)
- Das moderne Zungenreden (1910)
- Seelisches Leben der Tiere und seelisches Leben der Menschen. In: Theologie und Glaube 2 (1910)
- Philosophie und Theologie des Modernismus. Eine Erklärung. des Lehrgehaltes der Enzyklika Pascendi, des Dekretes Lamentabili und des Eides wider den Modernismus. Freiburg 1912
- Das menschliche Wollen (1915)
- Alfons Lehmen: Lehrbuch der Philosophie auf aristotelisch-scholastischer Grundlage zum Gebrauche an höhern Lehranstalten und zum Selbstunterricht. Davon Band 2, zweiter Teil: Psychologie. Herausgegeben von Julius Beßmer S. J. 4. u. 5., verbesserte und vermehrte Auflage. Freiburg: Herder 1921
- Der Okkultismus von heute (1922)
- Der Spiritismus von heute (1923)

## Biobibliographische Literatur
- Franz Sales Romstöck: Personalstatistik und Bibliographie des bischöflichen Lyceums in Eichstätt. (1894), S. 178
- Catalogus Collegii Germanici et Hungarici. (1900)
- Keiters Kath. Literaturkalender. (1907), S. 78
- A(lbert) Letter: Ägeri. Beiträge zur Ortsgeschichte des Ägeritales. I (1910), S. 110
- Wilhelm Jos. Meyer: Zuger Biographien und Nekrologe. (1915), S. 13
- Schweizerische Kirchenzeitung (1924), S. 205f.
- Heimatklänge. Wochenbeilage zu den Zuger Nachrichten (1924) S. 70, (1948), S. 57
- Ludwig Koch: Jesuiten-Lexikon. (1934), Sp. 200
- Dr. P. Julius Besmer, S. J., in: Anton Karl Steiner: Das geistliche Baar. Verzeichnis aller aus Baar stammenden Geistlichen. (1936), S. 45 (mit Portrait-Abbildung auf. Tafel nach S. 44)
- Anton Bieler: Die Zuger an ausländischen Hochschulen. In: Heimatklänge. Kulturelle Beilage zu den Zuger Nachrichten. 28 (1948), Nr. 15 vom 26. Mai 1948, S. 1 (dort Verzeichnis-Nr. 17)
- Albert Iten: Tugium Sacrum II. Die Zuger Geistlichen der Orden, Kongregationen und Gesellschaften. (1973), S. 141f.
- Peter Schmidt: Das Collegium Germanicum in Rom und die Germaniker. (1984), S. 321–346
- Paul Ward: Word of god, word of man. Modernism’s revelation in the works of George Tyrell. Detroit, Michigan 2002, S. 8f.
- Siegfried Schieweck-Mauk: „…unvergeßliche Jahre“. Schweizer Studenten am bischöflichen Lyzeum Eichstätt (1848-1912). Abhandlungen zum Studenten- und Hochschulwesen, Band 15. Köln: SH-Verlag 2007, unter anderem S. 224f.